# 子供組
子供組（こどもぐみ）は、日本の伝統的な地域コミュニティ内の子供によって組織された集団である。子供組は民俗学上の用語であり、実際に使われていた名称やその性質は、地域によって違いがある。
概ね小学校入学前後の年齢から若者組に入るまでの子供によって組織され、若者組などと同様の半強制加入組織とされていた地域もある。小正月や盆などの年中行事との関連が強く、重要無形民俗文化財の中にも、猪俣百八灯や因幡の菖蒲綱引きなど子供組の風習を残したものがある。

## 名称と性質
子供組という名称は一種の学術用語であり、子供仲間、子供衆、稚児組と呼んだ地域もあれば、講の一種としていた地域もある。1934年から1937年にかけて実施された山村生活調査でも子供組について調査しており、各地で異なる名称が使われていたことが確認できる。
子供組の性質・コミュニティ内での役割については、若者組への接続を前提として年齢階梯制に組み込まれた集団もあれば、道祖神祭での子供神主など年中行事の際にのみ役割を与えられるものと地域差がある。また、教育学的な視点では、地域の習俗・民俗伝承の担い手としての位置づけだけではなく、子供が集団生活を学ぶための遊戯集団として子供組を位置づけることもある。
寺子屋の普及ととともに寺小屋仲間としての子供組も生まれ、近代以降の学制の導入の影響も受けて学校行事との関連も強まっていく。

## 構成員
伝統的な子供組は7歳から15歳程度の子供を構成員とし、子供だけではなく、若者組のような上位の年齢集団の構成員が運営に関わる地域もあった。また、男子による天神講、女子による弁天講などと男子と女子で別の組織とする地域もあった。
近代以降に子供会・少年団など大人が中心になって組織したものもあり、この場合、引率者として大人も運営に関わっていく。